# Kozielski
Le Kozielski, en russe : Козельский вулкан, est un volcan situé dans la péninsule du Kamtchatka, dans l'est de la Russie.

## Géographie

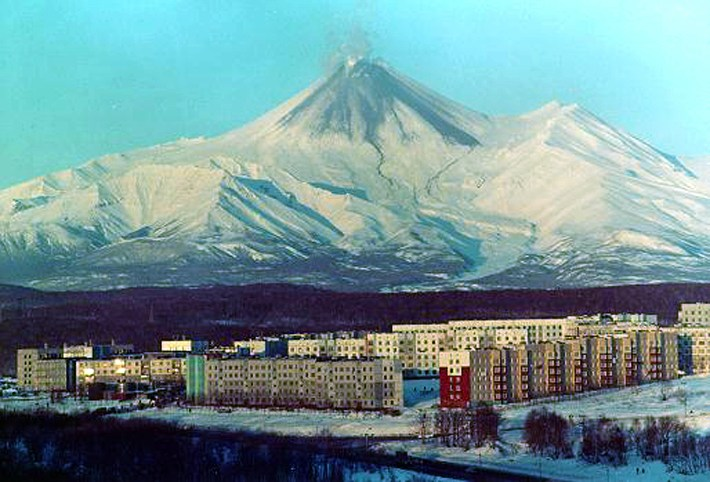
Vue de l'Avatchinski, aux flancs partiellement recouverts de cendres volcaniques, depuis Petropavlovsk-Kamtchatski avec le Kozielski sur sa droite.

Le Kozielski se trouve sur le flanc sud-est de l'Avatchinski, un autre volcan dont il est lié géologiquement,. Culminant à 2 189 mètres d'altitude, il est couronné par un cratère en fer à cheval ouvert en direction du nord-est.